# 케프리
케프리(Khepri, Khepera, Kheper, Chepri, Khepra)는 고대 이집트의 태양신이다. 스카라베의 얼굴을 하고 있으며, 아침의 태양을 관장한다. 그는 또한 삶의 재생, 창조를 관장하는 신이기도 하다.

## 신화
'khepri'라는 이름은 고대 이집트어 동사 'hpr'에서 유래되었는데, 이 동사는 '발전시키다', '삶으로 들어오다', '창조하다'라는 뜻을 가지고 있다. 케프리의 얼굴은 스카라베 딱정벌레로 이루어져 있는데, 이는 고대 이집트인들이 이 딱정벌레가 똥을 동그랗게 굴려 이동시키는 것을, 마치 태양이 하늘을 가로질러 가는 것과 비슷하다는 것에 착안해 만들어낸 상징으로 보인다. 케프리는 태양신이기도 하였는데, 이는 딱정벌레가 똥 속에 알을 낳고, 이 알이 부화하여 딱정벌레가 완전히 다 큰 채로 세상 밖으로 나온다는 사실에서, 태양이 매일 아침 새롭게 다시 떠오른다는 유사점을 찾았기 때문으로 보인다. 케프리는 이러한 특성 때문에 재탄생과 재창조의 신으로 불리기도 하였고, 특히 떠오르는 아침의 태양과 세상의 창조에 관련된 신이기도 하였다.

## 숭배
케프리에게만 바쳐진 특정 종교는 존재하지 않는다. 이는 케프리가 더 위대한 신이었던 태양신 '라'의 한 모습으로만 보여졌기 때문인데, 이와 같은 경우는 저녁의 태양으로 여겨졌던 '아툼'의 경우에도 해당한다. 참고로 케프리는 아침의 태양신, 라는 정오의 태양신, 아툼은 저녁의 태양신이었다.

## 외모
케프리의 원래 모습은 딱정벌레 그 자체였으나, 몇몇 무덤 벽화나 파피루스에서는 스카라베의 얼굴을 가진 성인 남성으로 표현된다. 그는 '누'가 들고 있는 태양의 배 위에 앉아 있는 딱정벌레의 모습으로 그려지기도 하였으며, 고대 이집트인들이 즐겨 사용하던 딱정벌레 부적은 그를 상징하는 것이다.